# Домініка Шкорванкова
Домініка Шкорванкова (словац. Dominika Škorvánková; нар. 21 серпня 1991, Дунайська Лужна, Чехословаччина) — словацька футболістка, півзахисниця французького «Монпельє» та національної збірної Словаччини.

## Клубна кар'єра

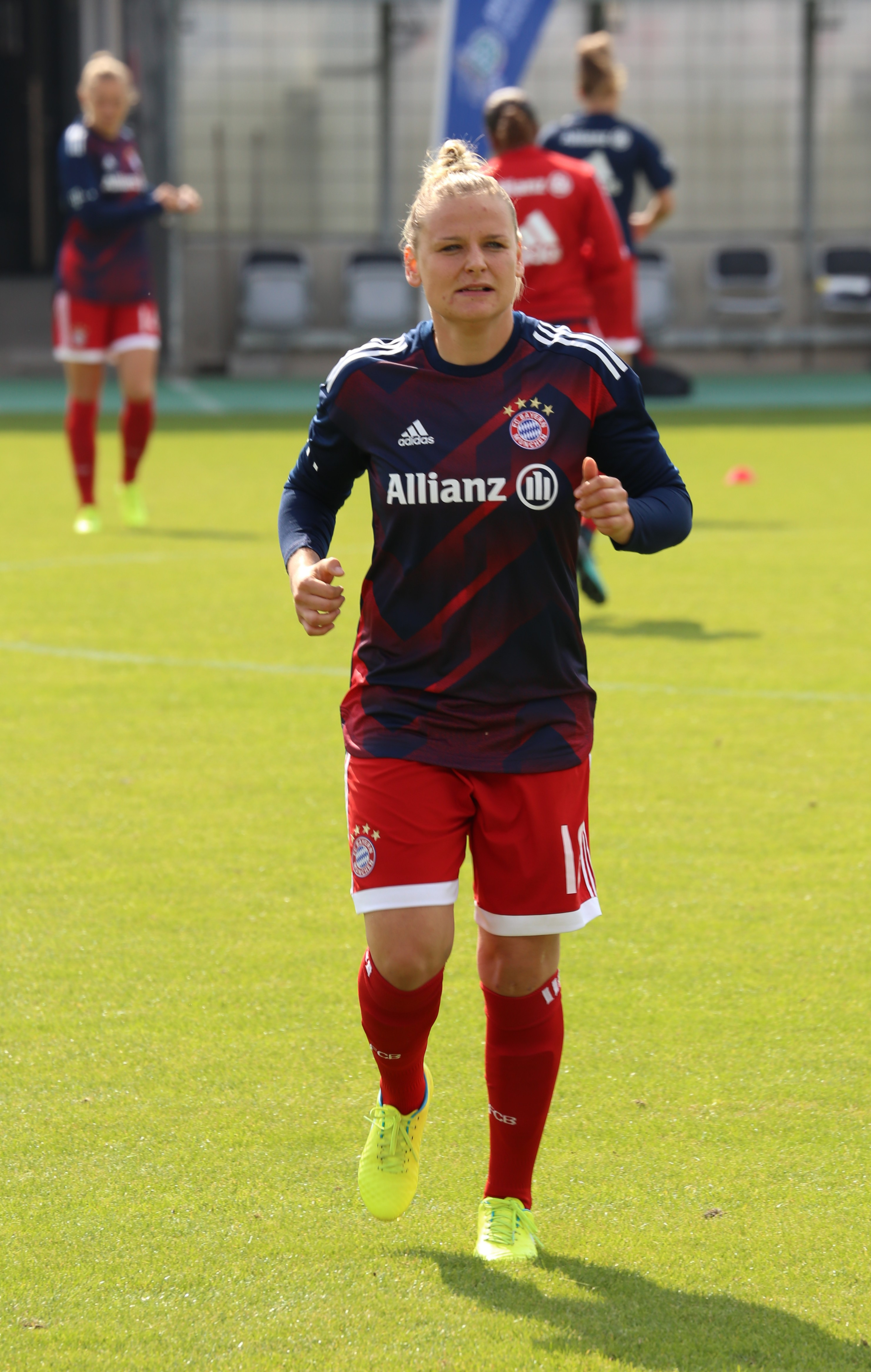
Домініка Шкорванкова у футболці «Баварії» у вересні 2017 року

Футболом розпочала займатися з раннього віку в клубі ОФК (Дунайська Лужна) з Сенецького округу. Влітку 2005 року перейшла до братиславського «Слована», який щойно створив жіночу футбольну секцію. Спочатку виступала в молодіжних командах, де залишалася до 2008 року, а з 2007 року приєдналася до першої команди, яка виступає в Першій лізі, вищому рівні національного чемпіонату. Завдяки вдалим виступам вважалася однією з найперспективніших гравчинь країни останнього десятиліття, в сезоні 2008/09 року визнана Гравчинею року. У складі братиславського «Слована» виступала в жіночій Лізі чемпіонів. Загалом провела чотири сезони в братиславському клубі.
1 липня 2012 року разом з гравчинею збірної Словаччини Луцією Харшаньовою перейшла до чемпіона Австрії «Нойленгбаха». У своєму першому сезоні виходила на поле у всіх 18 іграх ліги, відзначилася 8-ма голами. Дебютувала в чемпіонаті 5 серпня 2012 року у переможному (14:0) виїзному матчі Бундесліги проти «СГ ФК Берггайм / УСК Гоф», в якому також на 20-й та 50-й хвилині відзначилася першими голами. Завдяки вдалим виступам у січні 2013 року тренери Бундесліги внесли її до списку збірної чемпіонату першої половини сезону 2012/13 років.
Влітку 2015 року скористалася можливістю зіграти в новому закордонному чемпіонаті, переїхала до «Санду» з Бундесліги разом із співвітчизницею Яною Войтековою. 30 серпня 2015 року дебютував за нову команду вже в першому турі переможному (4:0) домашньому поєдинку проти над Баєр (Леверкузен), в якому на 25-й хвилині відзначилася першим голом (встановила рахунок 2:0). Залишалася в клубі протягом двох сезонів, з якою двічі виходила у фінал Кубку Німеччини, в яких програла «Вольфсбурга» (1:2), як у сезоні 2015/16, так і в наступному.
Під час наступного літнього трансферного вікна оголошує перейшла до мюнхенської «Баварії», з яким підписала контракт до 30 червня 2019 року. Дебютувала в новій команді 2 вересня 2017 року в виїзному переможному матчі 1-го туру чемпіонату проти «Ессена», замінивши Мелані Лойпольц на 62-й хвилині. Першим голом відзначилася 27 травня 2018 року в переможному (2:1) домашньому поєдинку 21-го туру проти «Вольфсбурга», в якому відкрила рахунок на 18-й хвилині. Після продовження контракту провела третій сезон з «Баварією». Загалом зіграла 81 матч та відзначилася 8-ма голами у чемпіонаті, а також зіграла 8 матчів у Кубку Німеччини та 13 матчів (2 голи) у Лізі чемпіонів.
На сезон 2020/21 років підписала контракт з французьким клубом «Монпельє» з Ліги 1.

## Кар'єра в збірній
У 14-річному віці вперше отримала виклик до дівочої збірної Словаччини (WU-17). Потім виступала за жіночу молодіжну збірну Словаччини (WU-19). У 2009 році дебютувала в національній збірній Словаччини. 10 квітня 2021 року зіграла свій 100-й матч за Словаччину в нічийному (0:0) поєдинку з Мексикою.

### Голи за збірну
| Змагання              | Рівень       | Дата       | Місце    | Суперник | Голи | Результат | Загальний |
| --------------------- | ------------ | ---------- | -------- | -------- | ---- | --------- | --------- |
| чемпіонат Європи 2013 | Кваліфікація | 2011–10–26 | Сенець   | Естонія  | 1    | 3–1       | 2         |
| чемпіонат Європи 2013 | Кваліфікація | 2012–08–25 | Хаапсалу | Естонія  | 1    | 2–0       | 2         |
| чемпіонат світу 2015  | Кваліфікація | 2013–09–26 | Сенець   | Словенія | 1    | 1–3       | 1         |
| чемпіонат Європи 2017 | Кваліфікація | 2015–10–26 | Сенець   | Молдова  | 1    | 4–0       | 1         |

## Статистика виступів

### Клубна
Statistiche aggiornate al 16 dicembre 2020.
| Сезон                         | Команд                        | Чемпіонат                     | Чемпіонат | Чемпіонат | Нац. кубок | Нац. кубок | Нац. кубок | Конт. кубок | Конт. кубок | Конт. кубок | Інші кубки | Інші кубки | Інші кубки | Загалом | Загалом |
| Сезон                         | Команд                        | Змаг                          | Матчі     | Голи      | Змаг       | Матчі      | Голи       | Змаг        | Матчі       | Голи        | Змаг       | Матчі      | Голи       | Матчі   | Голи    |
| ----------------------------- | ----------------------------- | ----------------------------- | --------- | --------- | ---------- | ---------- | ---------- | ----------- | ----------- | ----------- | ---------- | ---------- | ---------- | ------- | ------- |
| 2015-2016                     | «Санд»                        | БЛ                            | 17        | 3         | КН         | 6          | 1          | -           | -           | -           | -          | -          | -          | 23      | 4       |
| 2016-2017                     | «Санд»                        | БЛ                            | 14        | 3         | КН         | 4          | 1          | -           | -           | -           | -          | -          | -          | 18      | 4       |
| Загалом за «Санд»             | Загалом за «Санд»             | Загалом за «Санд»             | 31        | 6         |            | 10         | 2          |             | -           | -           |            | -          | -          | 41      | 8       |
| 2017-2018                     | «Баварія» (Мюнхен)            | БЛ                            | 18        | 1         | КН         | 2          | 0          | ЖЛЧУ        | 2           | 0           | -          | -          | -          | 22      | 1       |
| 2018-2019                     | «Баварія» (Мюнхен)            | БЛ                            | 16        | 1         | КН         | 4          | 0          | ЖЛЧУ        | 8           | 2           | -          | -          | -          | 28      | 3       |
| 2019-2020                     | «Баварія» (Мюнхен)            | БЛ                            | 16        | 0         | КН         | 2          | 0          | ЖЛЧУ        | 4           | 0           | -          | -          | -          | 22      | 0       |
| Загалом за «Баварію» (Мюнхен) | Загалом за «Баварію» (Мюнхен) | Загалом за «Баварію» (Мюнхен) | 50        | 2         |            | 8          | 0          |             | 13          | 2           |            | -          | -          | 71      | 4       |
| 2020-2021                     | «Монпельє»                    | Д1                            | 9         | 3         | КФ         | -          | -          | -           | -           | -           | -          | -          | -          | -       | -       |
| Загалом за «Монпельє»         | Загалом за «Монпельє»         | Загалом за «Монпельє»         | 9         | 3         |            | -          | -          |             | -           | -           |            | -          | -          | 9       | 3       |
| Усього за кар'єру             | Усього за кар'єру             | Усього за кар'єру             | 90        | 11        |            | 18         | 2          |             | 13          | 2           |            | -          | -          | 121     | 15      |

## Досягнення
«Слован» (Братислава)
- Чемпіонат Словаччини
  -  Чемпіон (4): 2008/09, 2009/10, 2010/11, 2011/12

- Кубок Словаччини
  -  Володар (3): 2009, 2011, 2012

«Нойленгбах»
- Бундесліга Австрії
  -  Чемпіон (2): 2012/13, 2013/14

«Санд»
- Кубок Німеччини
  -  Фіналіст (2): 2016, 2017

«Баварія» (Мюнхен)
- Чемпіонат Німеччини
  -  Срібний призер (3): 2018, 2019, 2020

- Кубок Німеччини
  -  Фіналіст (3): 2018, 2019, 2020